# Kraftfahrzeuganpassung für körperbehinderte Menschen
Kraftfahrzeuganpassung oder -umrüstung für körperbehinderte Menschen bezeichnet die Umstellung der Einrichtungen eines Standard-Kraftfahrzeugs für die Benutzung und Steuerung durch körperbehinderte Kraftfahrer.

## Sachlicher Hintergrund
Das Auto ist ein wesentlicher Bestandteil individueller Mobilität. Dies gilt noch viel mehr für Menschen mit Behinderungen. Bei schweren körperlichen Beeinträchtigungen wie zum Beispiel Gliedmaßenverlust oder Lähmungen können jedoch die für den Durchschnittsmenschen vorgesehenen Bedienelemente des Kraftfahrzeugs häufig nicht oder nicht sicher genug betätigt werden.
Um den Ein- und Ausstieg und insbesondere den Übergang zwischen Rollstuhl und Fahrersitz zu ermöglichen und um erhöhte Anforderungen zur Erhaltung der Fahrerkondition zu erfüllen, sind zusätzliche Einbauten und Ausstattungen nötig.
Mit einer inzwischen umfassenden Anpassungstechnologie können Kraftfahrzeuge an Bedürfnisse behinderter Menschen angepasst werden. Damit wird deren Teilhabe an Beruf und gesellschaftlichem Leben unterstützt.

## Technik der Anpassung
Um das Kraftfahrzeug an die Bedürfnisse und Möglichkeiten körperbehinderter Fahrer anzupassen, werden an den Standard-Bedienteilen meist Zusatzvorrichtungen angebracht, die die Bedienung ermöglichen. Die Originalbedienungen bleiben dabei meist erhalten, um die Benutzungsmöglichkeit auch durch andere Personen (zum Beispiel Familienmitglieder) sowie auch den Wiederverkaufswert des Fahrzeugs nicht zu beeinträchtigen.
Die handwerkliche Ausführung der Umrüstungen erfolgt in Handwerksbetrieben, die sich auf diesen Bereich besonders spezialisiert haben. Zunehmend bieten auch immer mehr Fahrzeughersteller ab Werk oder in Kooperation mit Umrüstern ein passend ausgestattetes Fahrzeug an.

### Fahrzeugsteuerung
Für Personen mit Beeinträchtigungen der unteren Extremitäten können an die fußbedienten Gaspedale und Bremspedale Einrichtungen montiert werden, die in Höhe des Lenkrades führen und an geeigneten Bedienteilen mit der Hand zu betätigen sind (Handgas, Handbremse, Handbediengerät). Bei Beeinträchtigungen des rechten Beins können zudem Pedalverlegungen vorgenommen werden. Die normalerweise ebenfalls fußbediente Kupplung kann durch eine automatische Kupplung oder ein Automatikgetriebe ersetzt werden.
Für kleine Personen kann die Erreichbarkeit der Pedale durch Auf- oder Vorsatzpedale hergestellt werden. Aufsatzpedale werden direkt auf der Fußplatte des Originalpedals montiert. Aus Stabilitätsgründen beträgt die maximale Länge hierbei ca. 10 cm. Vorsatzpedale werden an einem an der Lenksäule oder auf dem Fahrzeugboden montierten Querträger befestigt und über Schubstangen mit den Originalpedalen verbunden.
Für Personen mit Beeinträchtigungen der oberen Extremitäten kann das handbediente Lenkrad mit einem Griffknauf versehen oder durch eine Fußlenkung oder neuerdings durch kleine elektronisch wirkende Hebel- oder Joystick-Lenkelemente ersetzt werden. Die Lösung Space Drive, die Lenkung, Gas und Bremsen ausschließlich elektronisch ansteuert, verfügt über eine Straßenzulassung. Nach Ansicht mancher Experten könnte sich die Technologie Steer-by-Wire nicht nur in der Behindertenmobilität, sondern auch in Fahrzeugen für nicht behinderte Menschen als Standardlenkung durchsetzen.

### Einstieg und Körpersicherung
Um den Ein- und Ausstieg zu ermöglichen oder zu erleichtern, werden je nach Art der Behinderung Personenlifter, Hubsitze, Schwenksitze, Rutschbretter, Aufstehhilfen oder eine Fahrzeugabsenkung eingebaut. Weitere technische Zurichtungen zur Erleichterung des Ein- und Ausstiegs sind automatische ferngesteuerte Türöffner, Schiebetüren anstelle von Schwenktüren, Sitze mit flachen Seitenkanten, elektrische Sitzverstellung und Sitzschienenverlängerungen.
Zur Sicherung und Stützung des Körpers während der Fahrt können spezielle Sitz-Zurichtungen zum Beispiel mit Lordosenstütze oder erhöhten Seitenkanten und vorgezogenen Rücklehnenkanten eingebaut werden.
Am Beispiel der unterschiedlichen Eignungen von entweder abgeflachten oder erhöhten Sitz-Seitenkanten ist besonders deutlich zu erkennen, dass im Rahmen von behinderungsbedingten Anpassungen oft an ein und derselben Stelle konträre Ansprüche miteinander zur Deckung gebracht oder Kompromisse eingegangen werden müssen.

### Sicherheits- und Signaleinrichtungen
Falls die meist seitlich am oder neben dem Lenkrad angebrachten Schalter für Beleuchtung, Scheibenwischer, Blinker, Warnblinkanlage und Hupe nicht wie vorgesehen betätigt werden können, jedoch mit der anderen Hand bessere Handlungsmöglichkeiten bestehen, werden Bedienhebel von einer Seite auf die andere umgelegt. Alternativ können „Zentralsteuerungen“ mit mehreren leicht zu bedienenden Tastschaltern oder Bedienungssatelliten am Lenkrad angebracht werden. Für die Außenspiegel- und Fensterverstellung können elektromotorische Verstellungen und Antriebe mit Tastschaltern eingebaut werden.

### Fahrzeugklimatisierung
Für Personen mit konditionellen Beeinträchtigungen und Allergien ist eine Klimatisierung und Atemluftkonditionierung von erhöhter Bedeutung. Hierfür können Standheizungen, Sitzheizungen, Klimaanlagen, Staub- und Pollenfilter eingebaut werden.

### Rollstuhl-Mitnahme
Wenn ein Rollstuhl mitgenommen werden soll, dessen Verladung in das Fahrzeug einer körperbehinderten Person größere Schwierigkeiten bereitet, können Verladehilfen eingebaut werden. Das Gerätespektrum reicht von einfachen handbetriebenen Seilzugsystemen mit Hubausleger bis zum vollautomatischen maschinellen Transport des zusammengefalteten Rollstuhls von der Position neben dem Fahrersitz zum Kofferraum oder in einen speziellen Behälter auf dem Fahrzeugdach mit einem Rollstuhlverladegerät.

## Anpassung durch Modellauswahl

### Auswahl nach der Ausstattung
Manche Autohersteller bieten spezielle Umrüstungen schon ab Werk an. Parallel dazu werden aber auch Ausstattungen, die früher Luxusfahrzeugen oder aber dem individuellen Umrüstergeschäft vorbehalten waren, immer häufiger in die Serienproduktion übernommen. Typische Objekte dafür sind Servolenkung, Bremskraftverstärker, Automatikgetriebe, elektrische Fensterheber, Klimaanlage, Pollenfilter, Sitzheizung, elektrische Sitzverstellung, elektrische Außenspiegelverstellung, elektrische Feststellbremse, Zentralverriegelung, Türöffnung per Funk, Tempomat etc. In firmenspezifisch unterschiedlicher Weise sind diese Ausstattungen bereits in Basismodellen enthalten, teils sind sie auf Wunsch oder mit bestimmten Sondermodellen erhältlich.
Durch Auswahl entsprechend ausgestatteter Modelle kann ein Fahrzeug oft schon ab Werk in der Konfiguration beschafft werden, die für einen bestimmten körperbehinderten Benutzer optimal ist. Die heutigen Möglichkeiten des Handels lassen es auch zu, ab Werk ein bestimmtes Automodell mit weiteren Komponenten nach Wunsch auszustatten, soweit der Hersteller dies vorgesehen hat. Eine solche Auswahl kann am heimischen PC über das Internet mit einem Modell-Konfigurator erfolgen. Auf dem deutschen Markt unterstützen alle Autohersteller diese Form der kundenindividuellen Serienproduktion. Ziel ist es, kundenindividuelle Produkte herzustellen zu Kosten, die nicht oder nur geringfügig höher sind als in einer klassischen Serienproduktion.

### Auswahl nach Fahrzeugmaßen
Ein großer Teil der Probleme für körperbehinderte Kraftfahrer liegt in der Gestaltgebung der Kraftfahrzeuge begründet. Diese ist einerseits fahrtechnisch optimiert zum Beispiel durch windschlüpfige Formen und energiesparende Größe, andererseits durch Auslegung an Standards der Anthropometrie und die ergonomisch belegte durchschnittliche Körperbeweglichkeit.
So setzt sich der durchschnittliche nicht behinderte Autofahrer ohne wesentliche Schwierigkeiten mit einer kombinierten Hock- und Beugehaltung an der niedrigen Autotür seitlich auf den Sitz, zieht dann den Kopf und die Beine in den Fahrzeugraum nach, beugt sich wieder hinaus, um die Tür zu ergreifen zu schließen. Diesen Bewegungsvorgang kann ein Mensch beispielsweise mit Paraplegie nur unter größten Schwierigkeiten nachvollziehen, auch Senioren gelingt dies nicht mehr so gut. Eine andere Problemzone wäre beispielsweise die Anordnung und Größe von Laderaum oder Kofferraum, die entscheiden, wie gut sich ein Rollstuhl mit geringen Kräften dort hineinheben und verladen lässt.
Ein Auto, mit dem diese jeweils unterschiedlichen individuellen Probleme vermieden würden, müsste oft etwa wie ein Kleinbus mit Niederflurtechnik oder anderen aufwendigen Sonderkonstruktionen beschaffen sein. Da diese Lösung finanziell und auch von der Fahrt-Handhabung erheblich aufwendiger ist, entscheiden sich die meisten körperbehinderten Kraftfahrer dennoch für einen angepassten und ggf. umgerüsteten Standard-Pkw.
Unter der Perspektive der Karosseriegestaltung und Größenmaßen gibt es auch hier Modelle, die sich für eine Person mit einer individuellen Behinderung und deren Intensitäts-Ausprägung in unterschiedlichem Maße eignen. Die Frage ist, nach welchen Kriterien sich entsprechende Modelle auswählen lassen. Hierzu sind bislang keine praxiskonformen handlichen Indikatoren etwa in Form von „Eignungsklassen“ verbreitet. Es können jedoch am Fahrzeug bestimmte Maße identifiziert werden, die im linearen Kontext mit speziellen Problemen stehen. Für das obige Problem mit dem Türeinstieg ergäben sich als primäre Indikatoren beispielsweise die Türhöhe und Türbreite sowie auch der Türöffnungswinkel und die Sitzflächenhöhe. Wegen der bei jedem Modell unterschiedlichen Anordnungen und unterschiedlich kurvigen Linienführungen sind sie keine absoluten Indikatoren, geben jedoch vor allem durch den Vergleich konkurrierender Pkw-Modelle der gleichen Klasse (im Sinne von „Tür bei X ist größer oder kleiner als bei Y“) wesentliche Anhaltspunkte für die Auswahlentscheidung.
Ein Teil der Karosseriemaße und ihre Messpunkte sind in DIN 70020-1 „Kraftfahrzeugbau, Begriffe von Abmessungen“ genormt. Es wird angestrebt, entsprechende Maße aller Pkw zu erfassen und für Auswahlentscheidungen bereitzustellen.
Die Tabelle und Bilder zeigen eine Zusammenstellung solcher Maße.
| Zeichng. Ziffer | Benennung in DIN 70020-1                                   | Maß-Kennziffer in DIN 70020-1 |
| --------------- | ---------------------------------------------------------- | ----------------------------- |
| 1               | Einstieghöhe vorn                                          | H 115                         |
| 2               | R-Punkt Fahrersitz bis Standebene                          | H 5                           |
| 3               | Effektiver Beinraum vorn, R-Punkt bis Fahrpedal            | L 34                          |
| 4               | Lenkrad bis Sitzpolster                                    | H 74                          |
| 5               | Höhe Heckklappenöffnung bis Standebene                     | H 195                         |
| 6               | Höhe Gepäckraumboden bis Standebene                        | H 250                         |
| 7               | Höhe unterer Rand der geöffneten Heckklappe bis Standebene | H 251                         |
| 8               | kleinste Breite zwischen den Radhäusern                    | W 202                         |

|  |  |

## Rechtliche Bestimmungen

### Fahrerlaubnis mit umgerüstetem Kraftfahrzeug
Die Fahrerlaubnis-Verordnung (FeV) regelt in Deutschland die amtliche Zulassung von Personen zum Führen von Kraftfahrzeugen im Straßenverkehr.
Nach § 2 der FeV darf am Verkehr nur teilnehmen, wenn Vorsorge getroffen ist, dass er andere nicht gefährdet. „Die Pflicht zur Vorsorge, namentlich durch das Anbringen geeigneter Einrichtungen an Fahrzeugen, durch den Ersatz fehlender Gliedmaßen mittels künstlicher Glieder […] obliegt dem Verkehrsteilnehmer selbst.“
Nach § 11 der FeV „kann die Fahrerlaubnisbehörde, falls Tatsachen bekannt werden, die Bedenken gegen die Eignung des Fahrerlaubnisbewerbers begründen, das Beibringen eines fachärztlichen Gutachtens durch den Bewerber anordnen. Die Kosten dafür hat der Bewerber zu tragen.“
Artikel 7 der Zweiten EU-Führerscheinrichtlinie bzw. die Richtlinie 91/439/EWG besagt, dass u. a. die Ausstellung des Führerscheins abhängt von der Erfüllung gesundheitlicher Anforderungen nach Maßgabe der Anhänge II und III der Richtlinie ist.
Die vom deutschen Bundesminister für Verkehr herausgegebenen Begutachtungs-Leitlinien zur Kraftfahrereignung und der Anhang III der Zweiten EU-Führerscheinrichtlinie spezifizieren für definierte Krankheitsbilder und Behinderungen etwa gleichlautend Mindestanforderungen hinsichtlich der körperlichen und geistigen Tauglichkeit für das Führen eines Kraftfahrzeuges.
§ 23 der FeV besagt unter anderem: „Ist der Bewerber nur bedingt zum Führen von Kraftfahrzeugen geeignet, kann die Fahrerlaubnisbehörde die Fahrerlaubnis […] unter den erforderlichen Auflagen erteilen. Die Beschränkung kann sich insbesondere auf […] ein bestimmtes Fahrzeug mit besonderen Einrichtungen erstrecken.“
Diese Beschränkungen und Auflagen werden auf der Rückseite des EU-Führerscheins in der Spalte 12 in Form von codierten Schlüsselzahlen eingetragen. Diese Schlüsselzahlen sind europaweit prinzipiell einheitlich in der EU-Richtlinie 2006/126/EG geregelt. In der Fassung nach deutschem Recht ist das gleiche mit einigen nationalen Zusätzen in der Anlage 9 (zu § 25 Abs. 3) der Fahrerlaubnis-Verordnung festgelegt und beschrieben.
Für den Fall, dass ein Führerscheinbesitzer nach Krankheit oder Unfall mit verbleibender körperlicher Beeinträchtigung besondere Umbauten am Fahrzeug benötigt, könnte die „Vorsorge“ nach § 2 FeV zwar in eigener Regie ohne erneute Fahrprüfung erfolgen. Kritisch wird dieses Verhalten jedoch für den körperbehinderten Fahrer, wenn es zu einem Unfall kommt und die Betroffenen Zweifel an der Befähigung zum Fahrzeugführen äußern.

Eine Meldung bei der Fahrerlaubnisstelle mit anschließendem Eintrag der Fahrzeuganpassungen in den Führerschein würde demgegenüber die Befähigung zum Fahrzeugführen und die ausreichende Vorsorge amtlich belegen. § 11 Absatz 4, Satz 2 FeV besagt hierzu: 

„Die Beibringung eines Gutachtens eines amtlich anerkannten Sachverständigen oder Prüfers für den Kraftfahrzeugverkehr kann zur Klärung von Eignungszweifeln […] angeordnet werden […] bei Behinderungen des Bewegungsapparates, um festzustellen, ob der Behinderte das Fahrzeug mit den erforderlichen besonderen technischen Hilfsmitteln sicher führen kann.“

Die Beibringung eines Gutachtens eines amtlich anerkannten Sachverständigen oder Prüfers für den Kraftfahrzeugverkehr (beim TÜV) kann zur Klärung angeordnet werden bei Behinderungen des Bewegungsapparates, um festzustellen, ob der Behinderte das Fahrzeug mit den erforderlichen besonderen technischen Hilfsmitteln sicher führen kann.
Dieses Gutachten kann in Form einer Prüfungsfahrt (Fahrprobe) mit dem umgerüsteten Fahrzeug in Begleitung des Prüfers der Zulassungsstelle erfolgen. Nach befriedigendem Verlauf wird der Prüfer die EU-Codenummer („Schlüsselzahlen“) für die von ihm bei der Prüfung vorgefundenen benötigten technischen Einrichtungen direkt in den bestehenden Führerschein eintragen.
Die Fahrerlaubnisprüfung wird mit einem Schulungsfahrzeug absolviert, das die erforderlichen Umrüstungen enthält. Bei sehr umfangreichen Umrüstungen wird sogar das eigene Fahrzeug nach Fertigstellung zur Schulung benutzt.

### Zulassung des umgerüsteten Fahrzeugs
Die Fahrzeug-Zulassungsverordnung – FZV regelt gegenwärtig die amtliche Zulassung der Fahrzeuge zum Straßenverkehr. Das umgerüstete Fahrzeug ist der Technischen Prüfstelle zur Begutachtung vorzuführen. Die Prüfstelle wird vorgenommene Umbauten und Anpassungen eventuell in den Fahrzeugschein eintragen und eine Fahrprobe veranlassen.
Sinnvoll ist daher, bereits vor einer Umrüstung oder Beschaffung eines umgerüsteten Fahrzeugs die erforderlichen Umrüstungen mit der Prüfstelle zu besprechen, um eine reibungslose Abwicklung der Prüfung und Zulassung zu ermöglichen.
Um aufwendige und kostspielige Prüfungen zu vermeiden, empfiehlt es sich auch, für Umrüstungen diejenigen Firmen zu beauftragen, die vom Hersteller autorisiert oder empfohlen sind. Diese Firmen nehmen ihre Umrüstungen in Abstimmung mit den Herstellern vor, die ihrerseits fallweise eine „Unbedenklichkeitserklärung“ über die Umrüstungen für die Prüfstelle abgeben müssen.

### Kostenbeihilfe/Finanzierung
Für eine finanzielle Hilfe beim Erwerb eines geeigneten Fahrzeugs können je nach Fall die gesetzliche Unfallversicherung, die gesetzliche Rentenversicherung, die Bundesagentur für Arbeit sowie die Träger der begleitenden Hilfe im Arbeits- und Berufsleben sein. Die Krankenkassen kommen dabei eindeutig nicht in Frage.
Die Leistungen der verschiedenen Träger orientieren sich sämtlich an den Vorgaben der „Kraftfahrzeughilfe zur Teilhabe behinderter Menschen am Arbeitsleben“ bzw. der Kraftfahrzeughilfe-Verordnung (KfzHV), die die Wiedereingliederung Behinderter in das Arbeitsleben erleichtern soll.
Für eine Zusatzausstattung, die wegen der Behinderung erforderlich ist, ihren Einbau, ihre technische Überprüfung und die Wiederherstellung ihrer technischen Funktionsfähigkeit werden die Kosten bei Wiedereingliederung in vollem Umfang übernommen, § 7 KfzHV. Die Förderung ist unabhängig vom Einkommen oder Vermögen des Antragstellers.
Dort wird allerdings auch bestimmt, dass anstelle von Kfz-Hilfe ein Zuschuss für die Beförderung des Behinderten, insbesondere durch Beförderungsdienste, geleistet werden kann, wenn dies wirtschaftlicher und dem Behinderten zumutbar ist. Das Gleiche gilt auch für den Fall, dass der Behinderte das Kfz nicht selbst führen kann und auch nicht gewährleistet ist, dass ein Dritter das Fahrzeug für ihn führt.
Nach dem Kraftfahrzeugsteuergesetz (KraftStG) ist das Halten von Kraftfahrzeugen für Schwerbehinderte mit den Merkzeichen „H“, „Bl“ oder „aG“ im Schwerbehindertenausweis (hilflos, blind oder außergewöhnlich gehbehindert) von der Steuer befreit.
Die Kfz-Steuer ermäßigt sich um 50 % für Schwerbehinderte mit orangefarbener Flächenmarkierung im Schwerbehinderten-Ausweis (zugelassen zur unentgeltlichen Beförderung im ÖPNV), wenn das Recht zur unentgeltlichen Beförderung nicht in Anspruch genommen wird. Hierfür muss ein Antrag gestellt werden.

## Übersicht einschlägiger Verordnungen
- Straßenverkehrszulassungsordnung (StVZO)
- Fahrerlaubnis-Verordnung (FeV)
- Begutachtungs-Leitlinien zur Kraftfahrereignung
- Fahrzeug-Zulassungsverordnung – FZV
- Kraftfahrzeughilfe-Verordnung (Kfz-HV)
- Kraftfahrzeugsteuergesetz (KraftStG)

## Übersicht einschlägiger Normen
- DIN 13249 Personenkraftwagen für mobilitätsbehinderte Personen – Anforderungen (aktuelle Ausgabe Januar 1993 und Entwurf Mai 2006)
- DIN 70010 Systematik der Straßenfahrzeuge – Begriffe für Kraftfahrzeuge, Fahrzeugkombinationen und Anhängefahrzeuge (aktuelle Ausgabe 4.2001)
- DIN 70020-1 Straßenfahrzeuge; Kraftfahrzeugbau; Begriffe von Abmessungen (aktuelle Ausgabe Februar 1993)
- ISO 3958 Straßenfahrzeuge; Personenkraftwagen, Handreichweiten des Fahrzeugführers